# Erie BayHawks 2018-2019
La stagione 2018-19 degli Erie BayHawks fu la 2ª nella NBA D-League per la franchigia.
Gli Erie BayHawks arrivarono quarti nella Southeast Division con un record di 23-27, non qualificandosi per i play-off.

## Roster
| N° | Naz.                   | Ruolo | Sportivo         | Anno | Alt. | Peso |
| -- | ---------------------- | ----- | ---------------- | ---- | ---- | ---- |
| 0  | Stati Uniti (bandiera) | A     | Kameron Chatman  | 1996 | 206  | 102  |
| 0  | Stati Uniti (bandiera) | A     | Billy Preston    | 1997 | 208  | 109  |
| 1  | Stati Uniti (bandiera) | A     | Jeremy Hollowell | 1994 | 203  | 98   |
| 2  | Stati Uniti (bandiera) | G     | R.J. Hunter      | 1993 | 198  | 86   |
| 4  | Stati Uniti (bandiera) | G     | John Gillon      | 1994 | 183  | 81   |
| 5  | Stati Uniti (bandiera) | G     | Tommy Williams   | 1993 | 196  | 100  |
| 8  | Stati Uniti (bandiera) | G     | C.J. Anderson    | 1996 | 198  | 94   |
| 9  | Stati Uniti (bandiera) | A     | Terrence Jones   | 1992 | 206  | 114  |
| 10 | Stati Uniti (bandiera) | G     | Jaylen Adams     | 1996 | 188  | 102  |
| 13 | Stati Uniti (bandiera) | A     | Sanjay Lumpkin   | 1994 | 198  | 100  |
| 14 | Stati Uniti (bandiera) | G     | Cat Barber       | 1994 | 185  | 78   |
| 14 | Stati Uniti (bandiera) | G     | Daniel Hamilton  | 1995 | 201  | 88   |
| 15 | Australia (bandiera)   | C     | Isaac Humphries  | 1998 | 213  | 118  |
| 18 | Stati Uniti (bandiera) | G     | Jordan Sibert    | 1992 | 193  | 85   |
| 20 | Stati Uniti (bandiera) | G     | A.J. Mosby       | 1996 | 191  | 73   |
| 22 | Stati Uniti (bandiera) | A     | Alex Poythress   | 1993 | 206  | 107  |
| 30 | Stati Uniti (bandiera) | G     | Jaylen Morris    | 1995 | 196  | 84   |
| 32 | Stati Uniti (bandiera) | G     | Craig Sword      | 1994 | 191  | 89   |
| 95 | Stati Uniti (bandiera) | A     | Omari Spellman   | 1997 | 206  | 111  |
|    | Stati Uniti (bandiera) | G     | Tyler Dorsey     | 1996 | 193  | 83   |

## Staff tecnico
- Allenatore: Noel Gillespie
- Vice-allenatori: Calbert Cheaney, Sam Newman-Beck, Mfon Udofia, Shelden Williams
- Preparatore atletico: Cally Britz
- Preparatore fisico: Yassen Khan